# 沈登恩
沈登恩（1949年8月7日—2004年5月12日），臺灣嘉義市人，遠景出版社負責人，激勵黃春明、七等生、李喬、陳若曦等出書，讓金庸小說作得以在臺灣解禁，被譽為「夢幻出版家」。

## 生平

### 成立出版社
沈登恩出生於民國三十八年農曆七月十三日（1949年8月7日），嘉義市人，高中就讀嘉義高商，學生會寫信給李敖表示崇拜。當時，創立野人出版社的鄧維楨出版了一本台大校刊社學生的小說、散文合集《杜鵑花城的故事》，想巡迴校園賣書，便延攬高職生沈登恩做嘉義地區的業務員。於是鄧維楨透過救國團系統賣出不少《杜鵑花城的故事》。
沈登恩高職畢業後，先在嘉義市的明山書局做業務員，後來為了一展長才，到台北來工作。一天，在台北晨鐘出版社工作的沈登恩在台大校園再度巧遇鄧維楨，聽到鄧維楨苦於收入問題，直說可幫忙，於是鄧維楨、王榮文、沈登恩成立了遠景出版社。1974年3月10日，遠景出版社成立。
王榮文回憶，很多出版商業的訣竅，都是沈登恩以機車載著他四處去看、學會的。沈登恩常到台大校園附近博士書局和文化圖書公司，去看哪些書賣得好，哪些書讀者不喜歡。因當時這兩家書店的銷售量具有指標性意義。創業時，沈登恩與王榮文常騎機車，帶著一包包新書，每個重點書店丟一包，隔數小時再騎回去問賣況如何，賣得好就再補貨。
臺灣第一次在報紙上出現書籍的全版廣告，是沈登恩想出來的。他會親自寫著讀者的名條和地址，以讀者俱樂部的形式寄免費刊物給讀者，向大家介紹新書、出版動向、作家近況。刊物也有讀後感和書評，並附上郵購劃撥單，收到反應相當熱烈。但書價也比他家貴，約1960年代就調高書價到四、五十元，令合夥人鄧維楨擔心。
鄧維楨與王榮文偏向守成，三人合夥的時間不長。合作一年半後，鄧維楨便提議拆夥，王榮文、鄧維楨分別成立遠流出版社、鹿橋出版社。

### 鼓勵文人創作
沈登恩會以剪報收集知名作家資料、掌握文人的創作脈動，勤於打電話給作家，下班後還會騎著摩托車，到《中國時報》、《聯合報》兩大報的副刊組報到，與主編如林海音、高信疆、瘂弦等人相當熟稔，文學圈的動態也瞭若指掌。林行止說他之所以把作品給遠景出版社出版，是沈登恩對出版有太多的熱忱。吳訥孫的《人子》之所以給遠景出版，是沈登恩搶先打越洋電話給在美國的吳訥孫，比商務印書館王雲五以書信越洋聯繫快了很多天。
沈登恩會不屈服警總壓力，出版劉大任的《浮游群落》、陳若曦的《尹縣長》。如遇出版問題，沈登恩也會請求曾任內政部長的林金生協助。原先金庸小說遭中華民國列為禁書，是沈登恩歷時兩年向國民黨政府陳情，政府1979年9月才以「尚未發現不妥之處」為由，同意金庸小說解禁出版，不過《射鵰英雄傳》書名被警總認有「政治色彩」，出版時改名《大漠英雄傳》。中視拍攝金庸《鹿鼎記》時改稱「小寶外傳」，遭沈登恩認為不尊重原著，堅持要改回原名。
李喬的《寒夜三部曲》原先到處碰壁，最後僅遠景賞識出版。七等生妹妹劉玉招感懷兄長生前有兩位重要伯樂，一位是推薦兄長得吳三連文藝獎的林海音、一位即願意賠錢出版兄長小說的沈登恩。七等生以「夢幻出版家」，來形容沈登恩。
使遠景出版社在市場上站穩了腳跟，是出版《尹縣長》，在當時反共的文藝中，兼俱了小說藝術，使遠景的知名上層樓。《尹縣長》在遠景出版社期間，出了二十多版，作者陳若曦因此感念沈登恩的努力。記者溫紳曾列舉1970年代臺灣出版社中有數名有為的青年，分別是遠景和遠行出版社負責人沈登恩、《出版家雜誌》的王國華、河洛圖書出版社的許仁圖、四季和桂冠出版社的葉聖康。
與沈登恩在遠景出版社初創時期認識的黃春明，印象中沈登恩總帶著一只寬帶的學生書包，身影不離地斜掛在肩上，騎著一部舊機車跑來跑去。原先，黃春明對出版業界缺乏信賴感，二方面也不覺得他的作品出書之後會暢銷，所以兩人言談之間熱不起來。沈登恩前前後後在明星咖啡館、黃春明在北投住處見了四五次面，耐心說服黃春明出書。一天，下班回家的黃春明見到家門板上貼了一張字條。內容是沈登恩稱讚黃春明的小說真得很棒，年輕讀者需要黃春明的小說，表達出書縱然會賠錢都願意。當晚，黃春明就與遠景出版社簽約。遠景就從出版《鑼》、《莎喲娜啦．再見》開始，得以讓黃春明當時一家三口的經濟有了穩定的收入。

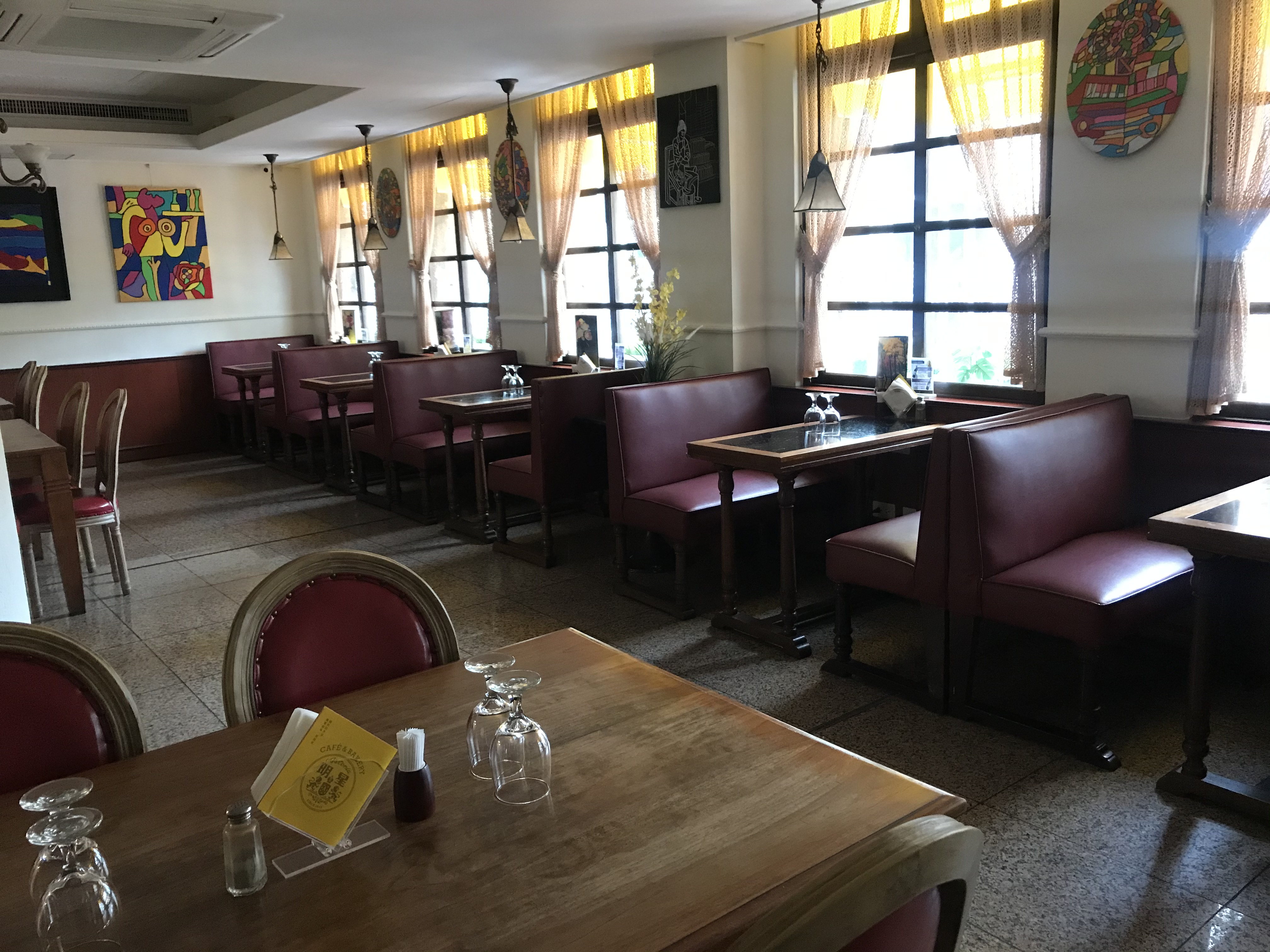
明星咖啡館三樓

黃春明許多重要小說都在明星咖啡館完成，由沈登恩親自來取稿。來時，沈登恩還會偷偷替黃春明付餐飲錢。沈登恩除首開先例邀請專人或知名畫家來設計書本封面，甚至讓黃春明親自為作品《鑼》、《莎喲娜啦．再見》、《小寡婦》等書設計封面。
李敖出獄後，沈登恩主動聯繫以出版他的著作。見面時，李敖拿出沈登恩在學生時寫的信。
1979年報導，遠景出版社已由最初五十萬資金，創造三千萬的資產。該年初，1月18日，沈登恩結婚，由鄧維楨證婚。是年秋，9月15到17日，沈登恩和白先勇在明星咖啡館三樓舉行三天的文人宴會。
沈登恩曾擁有《出版與讀書》、《現代文學》、《台灣文藝》三種雜誌，以及參與投資遠流、遠行、長橋、長鯨等出版社。之後，他又想籌備雜誌《大人物》週刊，介紹有趣、有意義的人與事。

### 生意轉衰
遠景出版社浮現財務危機，是《諾貝爾文學獎全集》的銷售反應不如預期。沈施德的九五文化事業公司於1980年12月刊登《諾貝爾文學獎全集》的彩色廣告後，原先計畫1981年3月10日七周年社慶宣布推出此全集的遠流，改提前一個月宣佈，展開預約商戰。遠流在重金出版大部頭的《諾貝爾文學獎全集》之後，近二十年來始終深受財務的牽絆，沈登恩也顯得失意、落寞。後期的沈登恩選書常悖離市場，加上《諾貝爾文學獎全集》、《林語堂全集》都有業者搶著發行，獲利空間壓縮，逼得沈登恩賤價，財務漏洞越大。連沈登恩都自嘲，自己實在不會賺錢。
因遠景出版社於1983年底負債超過五千萬元以上，債權人向法務部調查局經濟犯罪防制中心檢舉後，沈登恩次年1月遭限制出境。1986年3月25日，經營地下錢莊的林姓人士，挾持欠五十萬的沈登恩到臺北市吉林路369號3樓19室內，逼妻子葉麗卿被迫簽本票五百萬元，次日由民權一派出所主管曹海晏等救出。1998年5月5日，因沈登恩因向郭姓婦人借款二百五十萬元未償清，台南地方法院依詐欺罪將其判刑一年，妻子部分已被判刑七月確定。
2004年初，沈登恩將張賢亮的《男人的一半是女人》版權賣給九歌出版社、《阿嘉莎·克莉絲蒂全集》譯稿賣給遠流出版社。九歌的蔡文甫回想，見到沈登恩病容已現，但他就是不吃藥。爾後，《尹縣長》也給九歌出版。
2004年5月12日清晨，沈登恩因肝腫瘤驟逝於臺北榮民總醫院。鄧維楨、王榮文得知後，都說沈登恩開創了出版新格局，在出版史上不應該被遺忘。6月3日，台北縣板橋殯儀館，林行止、陳若曦、七等生、羊子喬、王榮文、林衡哲、陳曉林等出席致祭，由莊靈全程攝影，也有人帶借據到靈堂索債企圖扣留奠儀。

## 外部連結
- 官方网站